# Sacapulas
Sacapulas est une ville du Guatemala dans le département du Quiché.